# Busseaut
Busseaut ist eine französische Gemeinde mit 52 Einwohnern (Stand: 1. Januar 2022) im Département Côte-d’Or in der Region Bourgogne-Franche-Comté. Sie gehört zum Arrondissement Montbard und zum Kanton Châtillon-sur-Seine.

## Lage
Der Ort liegt am Fluss Brévon.
Nachbargemeinden sind Nod-sur-Seine im Nordwesten, Saint-Germain-le-Rocheux im Norden, Rochefort-sur-Brévon im Osten, Mauvilly im Südosten, Bellenod-sur-Seine und Origny im Süden und Brémur-et-Vaurois im Südwesten.

## Weblinks

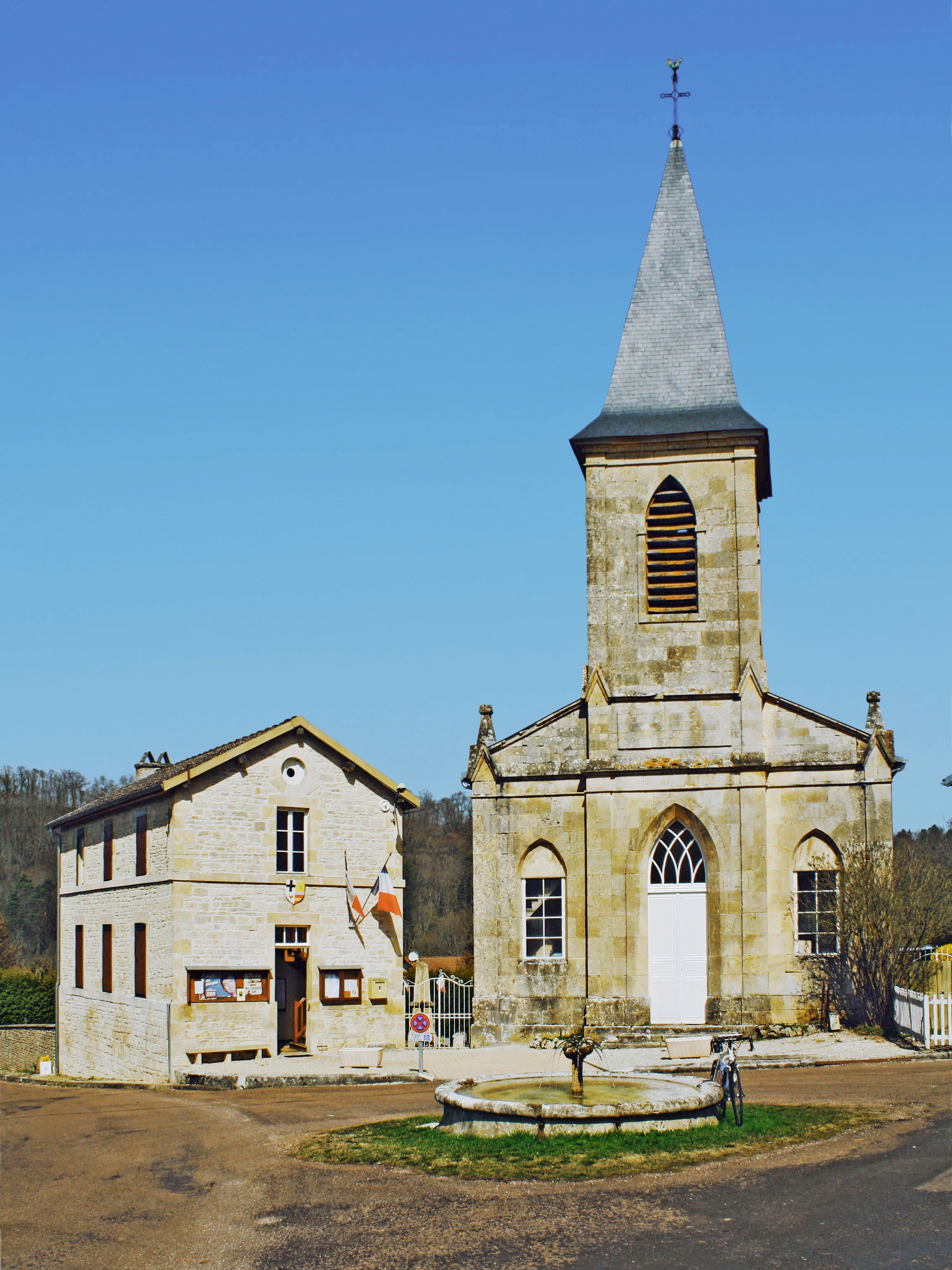
Mairie und Kirche Sainte-Thérèse

## Bevölkerungsentwicklung
| Jahr                       | 1962 | 1968 | 1975 | 1982 | 1990 | 1999 | 2008 | 2016 |
| -------------------------- | ---- | ---- | ---- | ---- | ---- | ---- | ---- | ---- |
| Einwohner                  | 74   | 57   | 56   | 51   | 60   | 55   | 66   | 48   |
| Quellen: Cassini und INSEE |      |      |      |      |      |      |      |      |